# Chursdorf
Chursdorf é uma vila e antigo município da Alemanha localizado no distrito de Saale-Orla, estado de Turíngia. Desde 31 de dezembro de 2013, forma parte do município de Dittersdorf.
Pertencia ao Verwaltungsgemeinschaft de Seenplatte.